# Росина
Ро́сина (болг. Росина) — село в Тирговиштській області Болгарії. Входить до складу общини Тирговиште.

## Населення
За даними перепису населення 2011 року у селі проживали 254 особи.
Національний склад населення села:
| Національність   | Кількість осіб | Відсоток |
| ---------------- | -------------- | -------- |
| болгари          | 152            | 59,8%    |
| турки            | 98             | 38,6%    |
| цигани           | 0              | 0%       |
| Всього відповіли | 254            |          |

Розподіл населення за віком у 2011 році:
Динаміка населення: